# Rudolf Walther von Monbary
Hugo Hermann Ottomar Rudolf Walther von Monbary (* 19. April 1815 in Krummenort, Kreis Sensburg; † 25. Januar 1892 in Potsdam) war ein preußischer Generalleutnant.

## Leben

### Herkunft
Rudolf war der Sohn des preußischen Offiziers und Platzmajors von Thorn, Ludwig Christoph Walther von Monbray († 1822) und dessen Ehefrau Luise Barbara, geborene von Boyen.

### Militärkarriere
Walther von Monbary besuchte ab 17. April 1826 die Kadettenhäuser in Kulm sowie Berlin und trat im Anschluss am 7. August 1832 als Portepeefähnrich in das 1. Infanterie-Regiment der Preußischen Armee ein. Dort wurde er am 13. Februar 1834 zum Sekondeleutnant befördert und war als solcher vom 13. November 1840 bis 19. August 1842 Erzieher am Kulmer Kadettenhaus. Anfang April 1843 kommandierte man Walther von Monbary zur Verwaltung der Kommandantengeschäfte und zur Unterstützung der Hafenpolizei in Memel. Nach dieser Verwendung folgte am 1. Juni 1844 seine Kommandierung als Adjutant und Rechnungsführer beim II. Bataillon des 1. Landwehr-Regiments in Wehlau. Als Premierleutnant (seit 13. Mai 1848) fungierte Walther von Monbary vom 1. Oktober 1849 bis 21. Juni 1852 als Kompanieführer beim I. Bataillon in Königsberg. Anschließend wurde er zeitgleich mit der Beförderung zum Hauptmann Kompaniechef in seinem Stammregiment. Hier versah er die kommenden Jahre Dienst, wurde am 17. August 1858 Major und war ab 11. Januar 1859 ebenfalls Direktor der Vereinigten Divisionsschule des I. Armee-Korps. Am 1. Juli 1859 ernannte man Walther von Monbary zum Kommandeur des II. Bataillons, für dessen Führung er am 18. Oktober 1861 den Kronenorden IV. Klasse erhielt. Seit 17. März 1863 Oberstleutnant, wurde er als solcher am 14. August 1865 mit der Führung des 1. Niederschlesischen Infanterie-Regiments Nr. 46 beauftragt, am 3. April 1866 zum Regimentskommandeur ernannt und schließlich am 18. Juni 1866 zum Oberst befördert.
Mit seinem Regiment nahm Walther von Monbary am Deutschen Krieg teil. Während der Schlacht bei Nachod wurde er durch Granatsplitter am Kopf verwundet. Für die Umsicht und die Entschlossenheit, mit der er seine Truppe während dieser Kampfhandlung kommandiert hatte, wurde er am 20. September 1866 mit der höchsten preußischen Tapferkeitsauszeichnung, dem Orden Pour le Mérite ausgezeichnet. Es folgten die Einsätze bei Skalitz, Schweinschädel sowie der Schlacht bei Königgrätz.
Kurz vor Beginn des Deutsch-Französischen Krieges wurde Walther von Monbray am 14. Juli 1870 Kommandeur der 20. Infanterie-Brigade sowie am 26. Juli 1870 Generalmajor. Nach der Schlacht bei Weißenburg führten seine Erkundungen am Morgen des 6. August 1870 zur Schlacht bei Wörth, die von der Armeeführung nicht beabsichtigt war. Im weiteren Kriegsverlauf kämpfte er mit seiner Brigade bei Sedan sowie der Belagerung von Paris und erhielt zwischenzeitlich am 25. August 1870 das Eiserne Kreuz II. Klasse sowie am 31. Dezember 1870 das Kreuz I. Klasse. Im März 1871 wurde Walther von Monbary Kommandeur der 2. Infanterie-Brigade, die er dann über das Kriegsende hinaus weiter befehligte. Für seine langjährigen Verdienste verlieh Wilhelm I. ihm am 18. Januar 1874 den Roten Adlerorden II. Klasse mit Eichenlaub. Acht Monate später wurde Walther von Monbary am 15. September 1874 mit dem Charakter als Generalleutnant mit Pension zur Disposition gestellt.

### Familie
Walter von Monbary war seit 7. November 1845 mit Maria Johanna Luise Konstanze, geborene von Gabain (1820–1902) verheiratet. Da die Verbindung kinderlos blieb, adoptierten sie einen Sohn. Arthur Stern und Walther von Monbary (1853–1917) schlug ebenfalls die Offizierslaufbahn ein und wurde Generalmajor.